# Croatia Open Umag 2025 - Qualificazioni singolare
Le qualificazioni del singolare del Croatia Open Umag 2025 sono state un torneo di tennis preliminare per accedere alla fase finale della manifestazione. I giocatori vincitori dell'ultimo turno sono entrati di diritto nel tabellone principale. In caso di ritiro di uno o più giocatori aventi diritto a questi, sono subentrati i lucky loser, ossia i giocatori che hanno perso nell'ultimo turno ma che avevano una classifica più alta rispetto agli altri giocatori che avevano comunque perso nel turno finale.

## Teste di serie
1. Andrea Pellegrino (ultimo turno)
2. Vilius Gaubas (ultimo turno)
3. Marco Trungelliti (primo turno)
4. Federico Coria (primo turno)

1. Kyrian Jacquet (primo turno)
2. Ugo Blanchet (primo turno)
3. Titouan Droguet (qualificato)
4. Luca Van Assche (ultimo turno)

## Qualificati
1. Pablo Llamas Ruiz
2. Titouan Droguet

1. Álvaro Guillén Meza
2. Giulio Zeppieri

## Tabellone

### Sezione 1
|  | primo turnomo turno | primo turnomo turno | primo turnomo turno | primo turnomo turno | primo turnomo turno |  |  | Ultimo turno | Ultimo turno      | Ultimo turno      | Ultimo turno | Ultimo turno |  |
|  |                     |                     |                     |                     |                     |  |  |              |                   |                   |              |              |  |
|  | 1                   | Andrea Pellegrino   | 6                   | 2                   | 7                   |  |  |              |                   |                   |              |              |  |
|  |                     | Vitaliy Sachko      | 2                   | 6                   | 61                  |  |  | 1            | Andrea Pellegrino | Andrea Pellegrino | 3            | 4            |  |
|  | PR                  | Pablo Llamas Ruiz   | 3                   | 6                   | 7                   |  |  | PR           | Pablo Llamas Ruiz | Pablo Llamas Ruiz | 6            | 6            |  |
|  | 5                   | Kyrian Jacquet      | 6                   | 3                   | 62                  |  |  |              |                   |                   |              |              |  |

### Sezione 2
|  | primo turnomo turno | primo turnomo turno | primo turnomo turno | primo turnomo turno | primo turnomo turno |  |  | Ultimo turno | Ultimo turno    | Ultimo turno | Ultimo turno | Ultimo turno |  |
|  |                     |                     |                     |                     |                     |  |  |              |                 |              |              |              |  |
|  | 2                   | Vilius Gaubas       | Vilius Gaubas       | 6                   | 6                   |  |  |              |                 |              |              |              |  |
|  |                     | Federico Arnaboldi  | Federico Arnaboldi  | 3                   | 2                   |  |  | 2            | Vilius Gaubas   | 6            | 3            | 3            |  |
|  | WC                  | Niels McDonald      | Niels McDonald      | 4                   | 3                   |  |  | 7            | Titouan Droguet | 4            | 6            | 6            |  |
|  | 7                   | Titouan Droguet     | Titouan Droguet     | 6                   | 6                   |  |  |              |                 |              |              |              |  |

### Sezione 3
|  | primo turnomo turno | primo turnomo turno | primo turnomo turno | primo turnomo turno | primo turnomo turno |  |  | Ultimo turno | Ultimo turno        | Ultimo turno        | Ultimo turno | Ultimo turno |  |
|  |                     |                     |                     |                     |                     |  |  |              |                     |                     |              |              |  |
|  | 3                   | Marco Trungelliti   | Marco Trungelliti   | 62                  | 2                   |  |  |              |                     |                     |              |              |  |
|  | WC                  | Luka Mikrut         | Luka Mikrut         | 7                   | 6                   |  |  | WC           | Luka Mikrut         | Luka Mikrut         | 3            | 1            |  |
|  |                     | Álvaro Guillén Meza | 6                   | 3                   | 6                   |  |  |              | Álvaro Guillén Meza | Álvaro Guillén Meza | 6            | 6            |  |
|  | 6                   | Ugo Blanchet        | 4                   | 6                   | 2                   |  |  |              |                     |                     |              |              |  |

### Sezione 4
|  | primo turnomo turno | primo turnomo turno | primo turnomo turno | primo turnomo turno | primo turnomo turno |  |  | Ultimo turno | Ultimo turno    | Ultimo turno    | Ultimo turno | Ultimo turno |  |
|  |                     |                     |                     |                     |                     |  |  |              |                 |                 |              |              |  |
|  | 4                   | Federico Coria      | Federico Coria      | 2                   | 1                   |  |  |              |                 |                 |              |              |  |
|  | PR                  | Giulio Zeppieri     | Giulio Zeppieri     | 6                   | 6                   |  |  | PR           | Giulio Zeppieri | Giulio Zeppieri | 6            | 6            |  |
|  | Alt                 | Marco Cecchinato    | Marco Cecchinato    | 3                   | 63                  |  |  | 8            | Luca Van Assche | Luca Van Assche | 3            | 4            |  |
|  | 8                   | Luca Van Assche     | Luca Van Assche     | 6                   | 7                   |  |  |              |                 |                 |              |              |  |